# 包豪斯博物馆
包豪斯基金会（Bauhaus Foundation）位于以色列特拉维夫比亚利克（Bialik）街21号，是一栋建于1934年的，底楼设有私人博物馆，国际风格建筑。它由美国亿万富翁、商人、艺术品收藏家和慈善家罗纳德·劳德（Ronald Lauder）拥有。
展览面积为120平方米，其中包含与1920年代和1930年代的包豪斯运动有关的家具和物品，以及有关国际风格的展览。其中包括路德维希·密斯·凡·德·罗（Ludwig Mies van der Rohe），马塞尔·布劳（Marcel Breuer）和沃尔特·格罗皮乌斯（Walter Gropius）设计的物品和家具。展品是由私人收藏出借，主要是劳德自己的收藏。
博物馆每周开放两次，在每周三上午11点至下午5点，以及星期五的上午10点至下午2点。免费入场。
 